# لیودویگ خاچاطریان
لیودویگ آرتوشی خاچاطریان (ارمنی: Լուդվիգ Արտուշի Խաչատրյան؛ زادهٔ ۱۰ اکتبر ۱۹۴۸) یک  سیاستمدار اهل ارمنستان است که از تاریخ ۱۹۹۰ تا تاریخ ۱۹۹۵ سمت نمایندگی دوره اول شورای عالی جمهوری ارمنستان را برعهده داشت.

## زندگی‌نامه
در 	۱۰ اکتبر ۱۹۴۸ ‏در ارمنستان به دنیا آمد . 